# Стамов, Василий Гаврилович
Василий Гаврилович Стамов (14 марта 1914, Коктебель, Феодосийский уезд, Таврическая губерния, Российская империя — 18 мая 1993, Санкт-Петербург) — советский скульптор, рисовальщик, портретист, мастер станковой, монументальной, декоративной, деревянной, садово-парковой скульптуры и пластики малых форм, работал также в майолике и для тиражного фарфора.
Автор памятников, портретов и композиций. Участник восстановления скульптуры в Ленинграде и пригородах. Работал в Новом Кучук-Кое и Симферополе. Член-корреспондент Академии художеств СССР (с 1975), народный художник РСФСР (1986).

## Биография
Родился в 1914 году в Коктебеле. В 1921 году его отец Г. Д. Стамов, болгарин по происхождению, становится председателем Старокрымского райисполкома, и вся семья переезжает в Старый Крым. Здесь Василий учится сначала в школе, затем — в старокрымском профтехучилище. В 1934 году в Керчи он окончил горно-металлургический техникум и направлен на должность конструктора на Металлургический завод имени П. Л. Войкова.
У Стамова был только один ребёнок: дочь, Василиса Васильевна (Стамова) Нежданова, родилась в 1941 году, художница, скульптор.

## Творчество
В 1934—1935 годах посещает художественный кружок, выполняет скульптурные работы для заводского клуба. 1935—1937 — занятия в подготовительных классах при ВАХ у В. С. Богатырёва.
1937—1947 годах с перерывом на войну учёба на скульптурном отделении Института живописи, скульптуры и архитектуры у А. Т. Матвеева. Василий Гаврилович Стамов принадлежит к школе одного из самых ярких представителей русского и советского пластического искусства XX века — Александра Терентьевича Матвеева. Влияние этого мастера сказалось не только на становлении художника, но и, в определённой мере, на всём его творческом мировоззрении, в то же время особенности этого воздействия не лишили индивидуальной характерности и самобытности произведения В. Г. Стамова, но лишь способствовали достижению лаконичной цельности, простой и внятной, звучной силы пластического языка.
В 1942 году мобилизован в Красную Армию, в том же году из-за болгарского происхождения вскоре отправлен на тыловые работы под Архангельск.
1947 год — защита диплома (скульптура «Денис Давыдов»). В 1947—1950 годах работает на ЛФЗ. 1959—1978 — председатель скульптурной секции худсовета ЛО ХФ РСФСР. 1964—1969 — в правлении Ленинградского отделения Союза художников РСФСР. 1969 — член экспертного совета по монументальной скульптуре Управления культуры Ленгорисполкома. 1975 — золотая медаль АХ СССР за цикл работ: «Ткачиха», «Рабочее утро», «Почтальон Женя Хохлова», «Лермонтов», «Петр I».
1986 — персональная выставка в Русском музее.
Начиная с 1949 года произведения скульптора были представлены на многих союзных, российских и зарубежных выставках.

## Произведения

Известные работы В. Г. Стамова
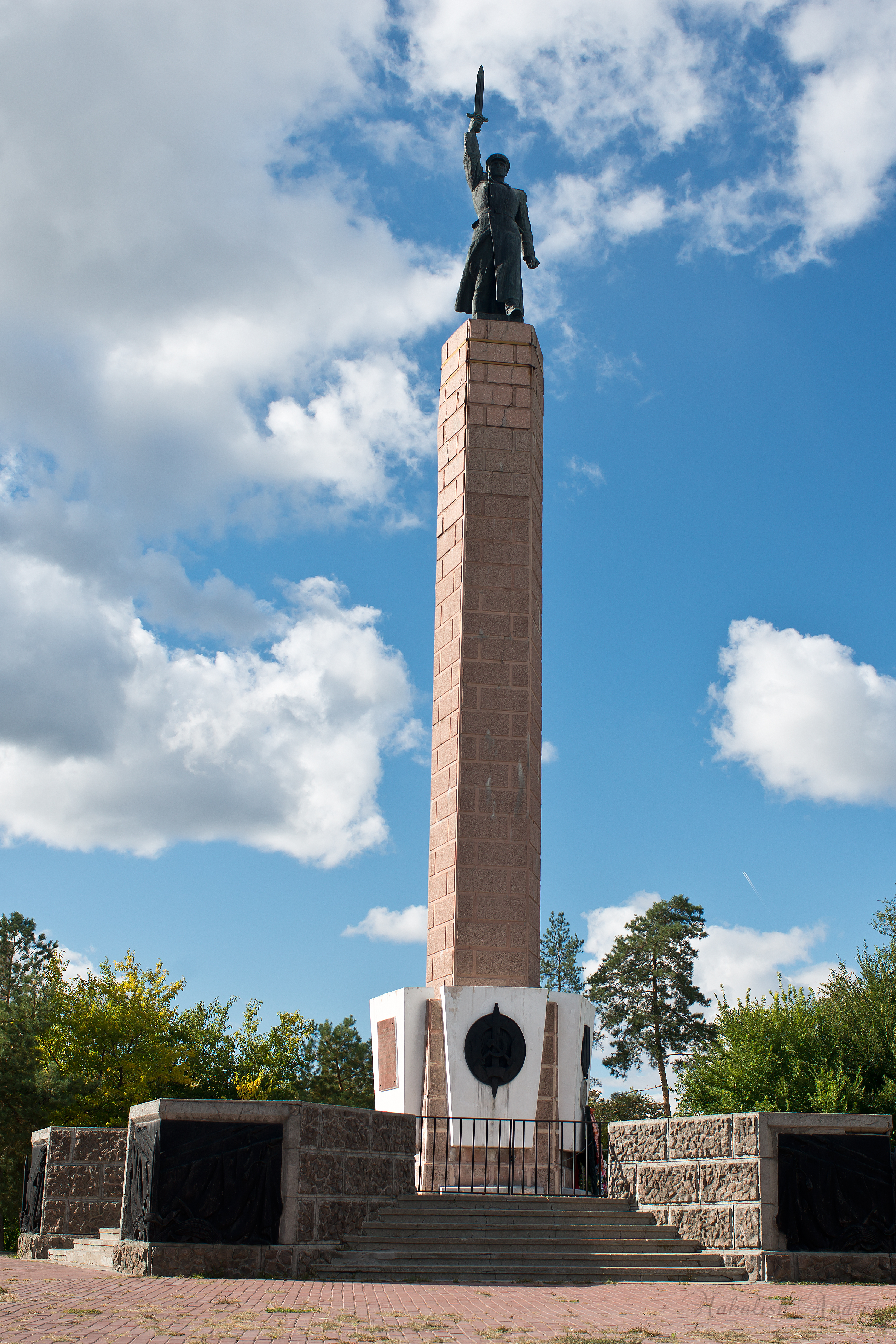
Памятник сталинградским чекистам - бойцам 10 дивизии войск НКВД и работникам милиции г. Сталинграда, защищавшим центральную часть города у устья реки Царицы в 1942–1943 гг., Волгоград
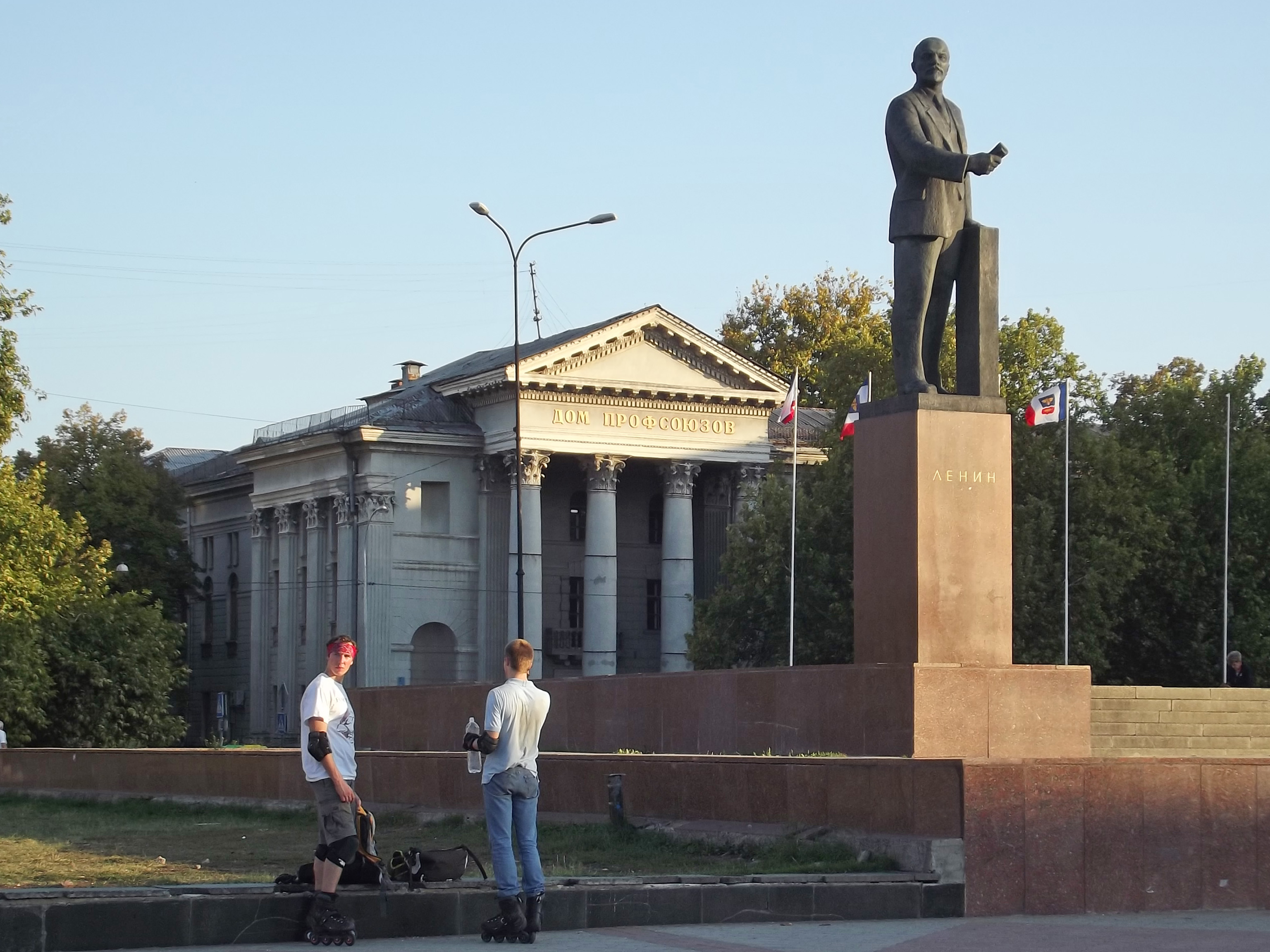
Памятник В. И. Ленину, Симферополь
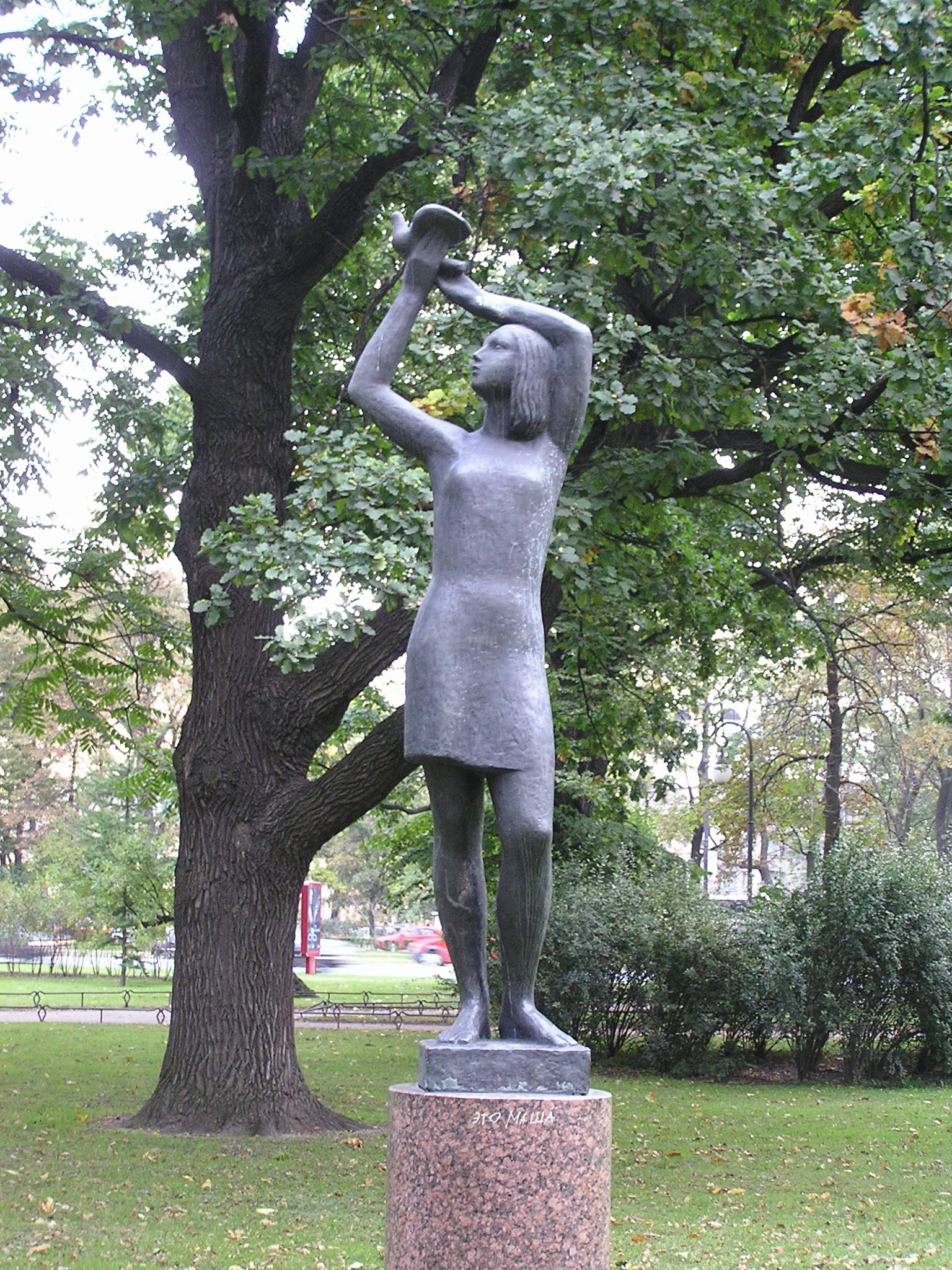
Девушка с голубем, Александровский сад
Памятник М .Ю. Лермонтову, Пенза
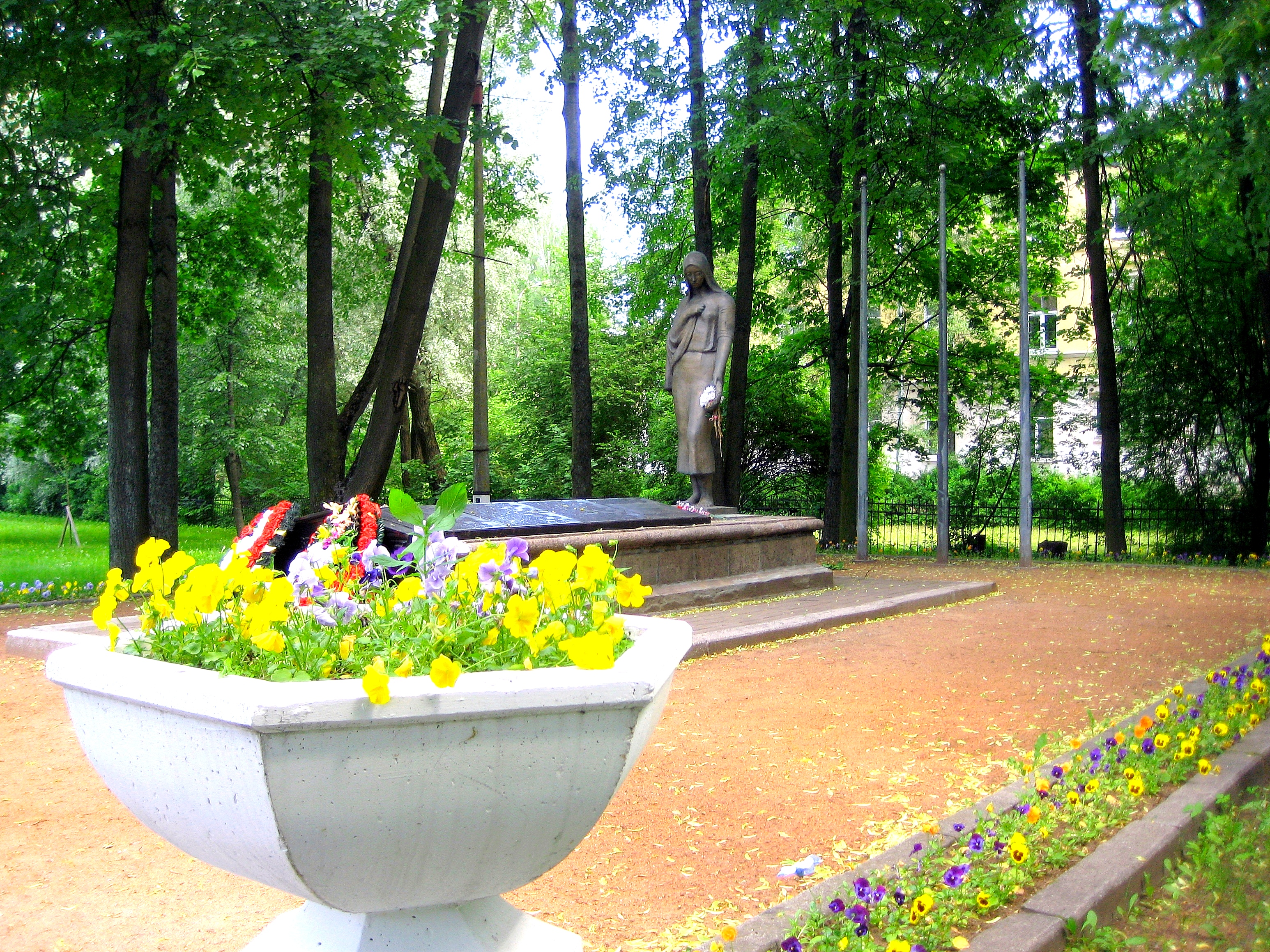
Мемориал «Скорбящая мать», Павловск

- «Памятник чекистам», Волгоград в соавторстве с М. К. Аникушиным, Г. В. Косовым, архитектором Ф. М. Коимшиди (1947)  Объект культурного наследия народов РФ федерального значения. Рег. № 341711168390006 (ЕГРОКН)
- «После работы» (керамика, 1957)
- «Юность» (мрамор, 1958)
- «Девочка» (гипс, 1960)
- «Утро» (1960)
- «Ангара и Енисей», Смоленск
- Памятник В. И. Ленину, Симферополь (архитектор Е. Попов; 1967)  Объект культурного наследия народов РФ регионального значения. Рег. № 911710883920005 (ЕГРОКН)Онегин и Татьяна (Ленинградский фарфоровый завод)

Онегин и Татьяна (Ленинградский фарфоровый завод)[https://meshok.net/item/232325173

Могила Василия Стамова на Коктебельском кладбище.

- «Девочка с голубем», Александровский парк (1969)
- «Рабочее утро» (1975)
- Памятник Лермонтову, Пенза (1978)  Объект культурного наследия народов РФ регионального значения. Рег. № 581710861500005 (ЕГРОКН)
- «Песня» (1979)
- «Спортивный мотив» (1981)
- «Тревога» (1984)
- «Работница» (1986)
- Мемориал «Скорбящая» в Павловске под Ленинградом (1986)
- «К своим», Хвалынск (1987)
- Алёнушка, Александровский парк (1991)
- Онегин и Татьяна (Ленинградский фарфоровый завод) (1940 е годы)

## Награды
- 1966 — Заслуженный художник РСФСР
- 1975 — Золотая медаль АХ СССР
- 1986 — Народный художник РСФСР
- 1986 — Государственная премия СССР

## Память
Похоронен на Коктебельском кладбище.